# Platysenta plumbago
Platysenta plumbago är en fjärilsart som beskrevs av Herrich-Schäffer 1868. Platysenta plumbago ingår i släktet Platysenta och familjen nattflyn. Inga underarter finns listade i Catalogue of Life.